# Костопільська міська рада
Косто́пільська міська́ ра́да — орган місцевого самоврядування в Рівненському районі, Рівненської області.
Адміністративний центр — місто Костопіль.

## Загальні відомості
- Костопільська міська рада утворена в 1939 році.
- Територія ради: 654.67 км².
- Населення Костопільської міської територіальної громади: 43301  (станом на 2023 рік).
- Територією громади протікають річки Горинь, Замчисько.

## Населені пункти
Міській раді підпорядковані населені пункти:
- м. Костопіль
- 29 сільських населених пунктів: Брюшків, Велика Любаша, Великий Мидськ, Великий Стидин, Волиця, Гута,  Жалин, Збуж, Золотолин, Комарівка, Корчів’я, Космачів, Ледне, Майдан,  Малий Мидськ, Малий Стидин, Мар’янівка, Моквинські Хутори,  Олександрівка, Осова, Пеньків, Підлужне, Пісків, Рокитне, Рудня,  Тростянець, Трубиці, Яполоть, Яснобір.

## Склад ради
Рада складається з 33 депутатів та голови.
- Виконуючий обов'язків міського голови: Дідух Давид Олександрович
- Заступник міського голови: Герук Сергій Олексійович
- Заступник міського  голови: Кузнюк Юрій Богданович
- Заступник міського голови: Ткачук Андрій Володимирович
- Заступник міського  голови: Беляновська Наталія Миколаївна
- Керуючий справами виконавчого комітету ради: Петрачик Лілія Олександрівна
- Секретар ради: Дідух Давид Олександрович

### Керівний склад попередніх скликань
Примітка: таблиця складена за даними сайту Верховної Ради України

### Депутати
За результатами місцевих виборів 2020 року депутатами ради стали:

#### За суб'єктами висування
| Суб'єкт висування                    | Кількість обраних депутатів |  |
| ------------------------------------ | --------------------------- |  |
| Фракція "Європейська Солідарність"   | 4                           |  |
| Фракція ВО "Свобода"                 | 4                           |  |
| Фракція ВО "Батьківщина"             | 7                           |  |
| Фракція "За Майбутнє"                | 4                           |  |
| Фракція "Слуга народу"               | 4                           |  |
| Фракція "Сила і Честь"               | 3                           |  |
| Фракція "Народний Рух України"       | 5                           |  |
| Фракція "Радикальна партія О. Ляшка" | 1                           |  |

| №                                    | Прізвище, ім'я, по батькові     | Дата визнання обраним | Назва місцевої організації ПП                                                     |
| ------------------------------------ | ------------------------------- | --------------------- | --------------------------------------------------------------------------------- |
| Фракція "Європейська Солідарність"   |                                 |                       |                                                                                   |
| 1                                    | Дідух Назарій Олександрович     | 06.11.2020            | Рівненська територіальна організація політичної партії "Європейська солідарність" |
| 2                                    | Білера Олександр Олександрович  | 06.11.2020            | Рівненська територіальна організація політичної партії "Європейська солідарність" |
| 3                                    | Алексійчук Ольга Леонідівна     | 06.11.2020            | Рівненська територіальна організація політичної партії "Європейська солідарність" |
| 4                                    | Ващук Сергій Леонідович         | 06.11.2020            | Рівненська територіальна організація політичної партії "Європейська солідарність" |
| Фракція ВО "Свобода"                 |                                 |                       |                                                                                   |
| 1                                    | Гаврилюк Дмитро Юрійович        | 06.11.2020            | Рівненська обласна організація всеукраїнського об'єднання "Свобода"               |
| 2                                    | Москвич Віктор Васильович       | 06.11.2020            | Рівненська обласна організація всеукраїнського об'єднання "Свобода"               |
| 3                                    | Михальська Ольга Ярославівна    | 17.12.2020            | Рівненська обласна організація всеукраїнського об'єднання "Свобода"               |
| 4                                    | Зулайкхі Тамара Василівна       | 06.11.2020            | Рівненська обласна організація всеукраїнського об'єднання "Свобода"               |
| Фракція ВО "Батьківщина"             |                                 |                       |                                                                                   |
| 1                                    | Беляновська Наталія Миколаївна  | 10.04.2023            | Рівненська обласна організація всеукраїнського об'єднання "Батьківщина"           |
| 2                                    | Ткачук Сергій Михайлович        | 17.12.2020            | Рівненська обласна організація всеукраїнського об'єднання "Батьківщина"           |
| 3                                    | Деркач Валерій Олександрович    | 17.12.2020            | Рівненська обласна організація всеукраїнського об'єднання "Батьківщина"           |
| 4                                    | Козак Олександр Борисович       | 17.12.2020            | Рівненська обласна організація всеукраїнського об'єднання "Батьківщина"           |
| 5                                    | Семенюк Жанна Савеліївна        | 17.12.2020            | Рівненська обласна організація всеукраїнського об'єднання "Батьківщина"           |
| 6                                    | Бучко Тарас Григорович          | 17.12.2020            | Рівненська обласна організація всеукраїнського об'єднання "Батьківщина"           |
| 7                                    | Овдійчук Володимир Іванович     | 17.12.2020            | Рівненська обласна організація всеукраїнського об'єднання "Батьківщина"           |
| Фракція "За Майбутнє"                |                                 |                       |                                                                                   |
| 1                                    | Мовчан Руслана Миколаївна       | 04.04.2024            | Рівненська обласна організація політичної партії "За майбутнє"                    |
| 2                                    | Лещик Анатолій Сергійович       | 17.12.2020            | Рівненська обласна організація політичної партії "За майбутнє"                    |
| 3                                    | Власова Яна Олександрівна       | 06.11.2020            | Рівненська обласна організація політичної партії "За майбутнє"                    |
| 4                                    | Шарманський Юрій Ярославович    | 06.11.2020            | Рівненська обласна організація політичної партії "За майбутнє"                    |
| Фракція "Слуга народу"               |                                 |                       |                                                                                   |
| 1                                    | Кособуцький Олексій Миколайович | 06.11.2020            | Рівненська обласна організація політичної партії "Слуга народу"                   |
| 2                                    | Коренчук Андрій Арнольдович     | 06.11.2020            | Рівненська обласна організація політичної партії "Слуга народу"                   |
| 3                                    | Логвинчук Лідія Петрівна        | 06.11.2020            | Рівненська обласна організація політичної партії "Слуга народу"                   |
| 4                                    | Сидорчук Наталія Іванівна       | 06.11.2020            | Рівненська обласна організація політичної партії "Слуга народу"                   |
| Фракція "Сила і Честь"               |                                 |                       |                                                                                   |
| 1                                    | Глудик Тарас Вікторович         | 06.11.2020            | Рівненська обласна організація політийчної партії "Сила і Честь"                  |
| 2                                    | Бірюкова Наталія Олегівна       | 06.11.2020            | Рівненська обласна організація політийчної партії "Сила і Честь"                  |
| 3                                    | Добриднік Олег Миколайович      | 06.11.2020            | Рівненська обласна організація політийчної партії "Сила і Честь"                  |
| Фракція "Народний Рух України"       |                                 |                       |                                                                                   |
| 1                                    | Чижов Юрій Миколайович          | 17.12.2020            | Рівненська обласна (крайова) організація "Народний Рух України"                   |
| 2                                    | Ткачук Андрій Володимирович     | 17.12.2020            | Рівненська обласна (крайова) організація "Народний Рух України"                   |
| 3                                    | Макарова Тетяна Володимирівна   | 17.12.2020            | Рівненська обласна (крайова) організація "Народний Рух України"                   |
| 4                                    | Мельник Андрій Миколайович      | 17.12.2020            | Рівненська обласна (крайова) організація "Народний Рух України"                   |
| 5                                    | Скоцький Віталій Федорович      | 17.12.2020            | Рівненська обласна (крайова) організація "Народний Рух України"                   |
| Фракція "Радикальна партія О. Ляшка" |                                 |                       |                                                                                   |
| 1                                    | Безбах Леонід Вячеславович      | 06.11.2020            | Костопільська районна організація Радикальної партії Олега Ляшка                  |